# Paraíso, canto noveno

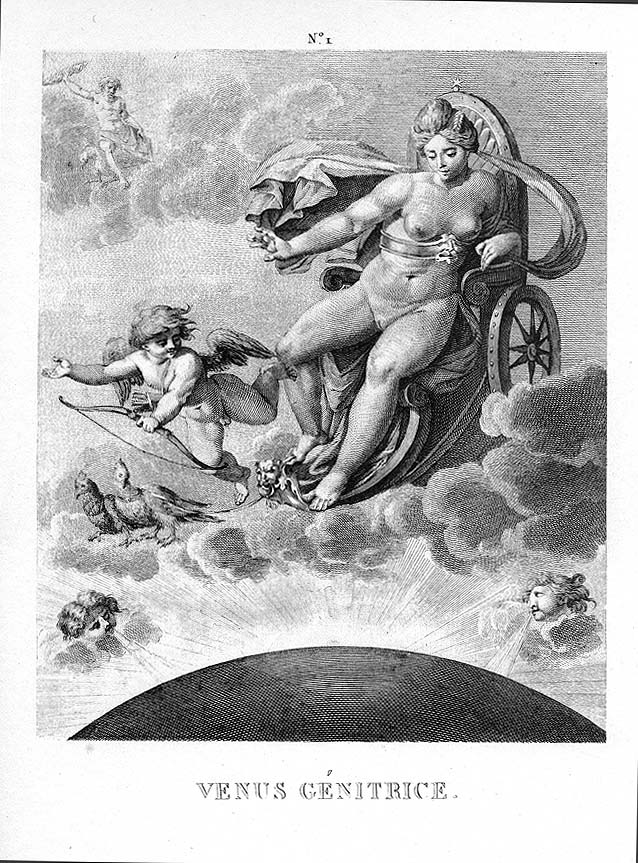
El canto se desarrolla en el cielo de Venus, la diosa del amor.

El canto noveno del Paraíso de Dante Alighieri se desarrolla en el cielo de Venus, donde residen las almas de los espíritus amantes. Nos encontramos en los primeros meses de 1300. Además del poeta y Beatriz, los personajes protagónicos del canto son Carlos Martel de Anjou-Sicilia, que cierra el discurso iniciado en el canto precedente, la noble trevisana Cunizza da Romano, el trovador Fulco de Marsella y el personaje bíblico de Raab. 

## Temas y contenidos
- Profecía de Carlos Martel - versos 1 a 12
- Cunizza da Romano - versos 13 a 36
- Profecía de Cunizza - versos 37 a 63
- Fulco de Marsella - versos 64 a 108
- Raab - versos 109 a 126
- Invectiva contra los religiosos avaros - versos 127 a 142

## Síntesis y análisis
Carlos Martel, tras haber aclarado la duda sobre la diversidad existente entre los hermanos, termina con un oscuro vaticinio sobre una calamidad que afectará a los de su estirpe. Es la primera de las tres profecías del canto. 

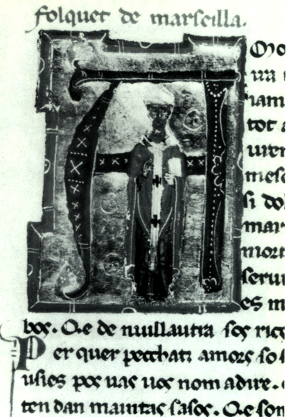
El trovador Fulco de Marsella.

A continuación se acerca al poeta otro espíritu del cielo de Venus, que revela su deseo de hablar por la particular intensidad de luz que lo envuelve. Se trata de Cunizza da Romano, hermana del tirano de la marca de Treviso, Ezzelino III da Romano, a quien Dante ya había encontrado en el canto XII del Infierno. Cunizza cuenta que las tierras de su familia se encuentran entre Venecia y los nacimientos de los ríos Brenta y Piave en donde se encuentra la localidad de Romano d'Ezzelino. Cuenta que desde muy temprano sintió el influjo de Venus, poniéndose en un principio del lado de los pecadores. En sus últimos años, sin embargo, sintió el llamado divino y hacia él dirigió todo su amor, invirtiendo el sentido de su objeto y convirtiéndose en una persona virtuosa, merecedora del Paraíso. Su profecía concierne a las ciudades de las regiones de Tagliamento y Adigio, que se enfrentarán.

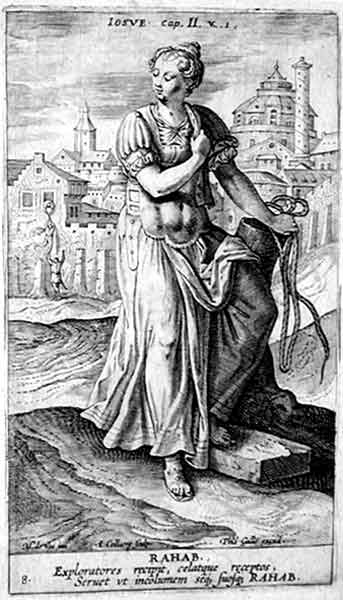
Raab de Jericó.

La tercera de las almas encontradas por Dante en este canto es la del trovador y religioso provenzal Fulco de Marsella, quien se convirtió tras la muerte de su amada, se hizo monje cisterciense y en los últimos años obispo de Toulouse. En esa posición, se distinguió por su activa participación en la persecución de los cátaros. Su profecía es contra la curia corrupta de Roma, que solo se preocupa por el dinero, representado por el florín, señalando que forma y propaga la maldita flor / que a ovejas y corderos ha engañado / y en lobo ha convertido a su pastor. Según el autor, la clerecía se concentra de hecho en los provechosos estudios de Derecho canónico pero descuidando el de las Sagradas Escrituras. Dios, sin embargo, intervendrá pronto para reversar esa situación y liberar a la ciudad de la negativa influencia. La última alma es la de Raab de Jericó, nombrada por Fulco en su discurso, quien se encuentra allí debido a que según la leyenda protegió a lo enviados por Josué y fue de gran ayuda durante la caída de Tierra Santa.
Desde el punto de vista estilístico el canto es complejo, utilizando con frecuencia tanto latinismos (vv. 37, 38, 42 y 134) como neologismos (vv. 40, 73 y 81), rimas originales y equívocas, o figuras retóricas. Por la cantidad de personajes y de secciones que comprende, su estructura es asimismo compleja. En efecto, se alternan dos motivos principales, uno polémico y político, que comprende violentas invectivas, y uno de profunda humanidad, sobre el gran valor de la vocación amorosa purificada y justificada (vv. 37, 38, 42 y 134).